# Karolingische muntsysteem

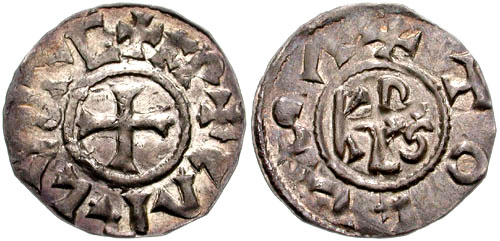
Karolingische penning (denier)

Het Karolingische muntsysteem was van grote invloed op het middeleeuwse geldwezen in geheel West-Europa. Het systeem werd in 792-793 tijdens het bewind van Karel de Grote ingevoerd en in 794 op de synode van Frankfurt officieel bevestigd. 
Omdat goud bijna alleen door middel van lange-afstandshandel was te verkrijgen en in het Europa ten noorden van de Alpen genoeg zilver werd gevonden, introduceerde hij een zuivere zilveren munt. Het basisgewicht van de nieuwe munt was het Karolingische pond van ongeveer 406,5 gram, waaruit 240 penningen werden geslagen.
De penning was het belangrijkste munt van de middeleeuwen. Het pond was een eenheid van gewicht en werd als gevolg van dit systeem ook een valuta-eenheid. Net als de schelling werd het pond lange tijd niet geslagen, maar alleen als rekeneenheid gebruikt. Een schelling was precies twaalf penningen waard.